# Carmelina Sánchez-Cutillas i Martínez del Romero
Carmelina Sánchez-Cutillas i Martínez del Romero (Madrid, 23 de junho de 1921 - Valência, 22 de fevereiro de 2009) foi uma historiadora, romancista e poetisa espanhola em língua catalã. Vencedora do primeiro Concurso de Poesia Valenciana da Universidade de Kentucky, uma selecção do seu livro de poemas Un món rebel (Um mundo rebelde) foi traduzida para o inglês em 1969.